# ひまわり (プログラミング言語)
ひまわりはスクリプト型プログラミング言語の一つ。動作可能なOSは、Microsoft Windows 98/Me/2000/XP。
ほとんどのプログラミング言語は英語をベースにしているが、ひまわりは日本語をベースにしているため、日本語にかなり近い形でプログラムのソースコードを記述できる。
開発者はクジラ飛行机（くじらひこうづくえ）で、本体はDelphiで開発され、そのソースは公開されている。インタプリタ型なので実行速度は遅いが、他の日本語プログラミング言語に比べると、安定性は比較的高い。
Delphiに用意されているGUI部品はほとんど使用可能であり、外部DLLやAPIとの連携も可能なため、特に高速性を要求しないものであれば、様々な種類のアプリケーション開発に利用が可能である。
2007年以降は機能追加のバージョンアップはなく、バグ修正等の微変更のみであり、2008年公開のVer. 1.94を最後に開発は停止している。ひまわりの後継言語として、より自然な記述を目標とした「なでしこ」がある。

## 特徴
システム変数「それ」の存在が一つの特徴である。ひまわりでは、関数の戻り値はすべて「それ」に代入される。これによって、ソースを日本語にかなり近づけることに成功しており、記述のしやすさ、可読性の高さに貢献している。
また、Microsoft Officeと緊密な連携が行える機能の実装も特徴である。これは、元々作者が自分の業務を簡略化するために、ひまわりの開発を始めたことに起因している。このため、バッチ処理的なビジネスアプリをVBAなどに習熟することなく、簡便に開発できるという利点を持っている。

## プログラムの例
- 母艦 (メインフォーム) に「ひまわりへようこそ」と表示されるプログラム

```
「ひまわりへようこそ」と、表示。
```

- ダイアログに「ひまわりは日本語でプログラミングできます」と表示されるプログラム

```
「ひまわりは日本語でプログラミングできます」と、言う。
```

- 母艦に日付と時刻を表示するプログラム

```
表示 (今日)
表示 (今)
```

- 母艦を閉じてプログラムを終了するプログラム

```
おわり。
```